# Conrado González García
Conrado González García (Gijón, 1900 - Cuba, ?) fou un futbolista asturià de la dècada de 1920.

## Trajectòria
Començà jugant de mig dret i, posteriorment, de defensa. Després de jugar al Racing Club de Gijón la temporada 1915-16), fitxà per l'Sporting, club on romangué cinc temporades. Va jugar la Copa Príncep d'Astúries amb la selecció de futbol d'Astúries l'any 1918. Un cop acabà el campionat regional de la temporada 1921-22, fitxà pel FC Barcelona, on jugà tres temporades, des de la 1921-22 a la 1923-24. Emigrà a Cuba el 1924, on continuà practicant el futbol als clubs Fortuna (1924-28), Olimpia de La Habana (1928-30), i Juventud Asturiana (1930-34, on també fou entrenador). Posteriorment fou àrbitre i directiu de la Federació Cubana de Futbol.